# Überladen
Überladen (von englisch overloading) bedeutet in der Softwareentwicklung das bewusste Etablieren von Polymorphien, sodass ein und dasselbe Sprachelement – Operatoren, Konstruktoren, Literale und dergleichen – unterschiedliche, aus dem Kontext hervorgehende Bedeutungen annehmen können. Das Überladen wird, da es sich um einen rein syntaktischen Mechanismus handelt, nach Strachey als Ad-hoc-Polymorphie betrachtet.
Nicht alle Programmiersprachen ermöglichen das Überladen, als Verfahren ist es insbesondere bei objektorientierten Programmiersprachen anzutreffen.

## Erläuterung an einem Beispiel
In vielen Programmiersprachen steht der Operator + für verschiedene, durchaus unterschiedliche, Operationen:
```
1 + 2
"abc" + "def"
```

Im ersten Fall ist das erwartbare Ergebnis "3", also eine Integer-Addition, im zweiten "abcdef", also eine String-Konkatenation. Dies sind im Grunde zwei sehr unterschiedliche Operationen. Compiler oder Interpreter von Sprachen, die eine solche sogenannte Polymorphie erlauben, tun dies, indem sie die anzuwendende Methode (Addition oder Konkatenation) aufgrund des Datentyps der beteiligten Operanden auswählen.
Von Überladung spricht man nun, wenn eine solche Polymorphie nicht nur, wie im Falle des Beispiels, vorgefertigt in einer Sprache vorhanden ist, sondern darüber hinaus auch durch Sprachkonstrukte weitere solcher Polymorphien geschaffen werden können. Im obigen Beispiel etwa könnte die Sprache die Möglichkeit bieten, durch Programmtext eine zusätzliche Bedeutung des +-Operators für andere Datentypen (etwa Arrays) zu etablieren. (Dies wäre dann ein Beispiel für Operatorüberladung.)

## Methodenüberladung
Methodenüberladung liegt vor, wenn mehrere Methoden denselben Namen haben, sie aber verschiedene Parameter (engl. argument) erwarten. Welche Methode genau aufgerufen wird, wird dann bei jedem Aufruf anhand der Parameter und ihrer Datentypen automatisch vom Compiler bestimmt. Ein typisches Beispiel ist eine Methode, die sowohl Texte (Strings) als auch ganze Zahlen (Integer) auf dem Bildschirm ausgeben können soll. Beispiel aus Pascal:
```
procedure
 
GibAus
(
text
:
 
String
)
;
 
overload
;

begin

    
writeln
(
text
)
;
 
// übergebenen Parameter ausgeben

end
;

procedure
 
GibAus
(
zahl
:
 
Integer
)
;
 
overload
;

var

    
zahlAlsText
:
 
String
;

begin

    
zahlAlsText
 
:=
 
IntToStr
(
zahl
)
;
 
// übergebene Zahl in einen Text umwandeln

    
writeln
(
zahlAlsText
)
;
 
// ausgeben

end
;

begin

    
GibAus
(
'Hallo Welt!'
)
;
 
// gibt den Text "Hallo Welt!" aus

    
GibAus
(
4711
)
;
          
// gibt die Zahl 4711 aus

end
;

```

Im Falle von Funktionen ist in manchen Sprachen auch die Überladung anhand des Ergebnis-Typs möglich.
Nachteil ist ein Verlust an Übersichtlichkeit und dass Probleme auftreten können, wenn nachträglich weitere Überladungen hinzugefügt werden (vgl. das unten verlinkte Wikibook).

### Abgrenzung

#### Standardwerte
Keine Methodenüberladung im eigentlichen Sinne ist der Standardwert (engl. default argument), welcher ebenfalls dazu führt, dass eine – allerdings dieselbe – Methode mit unterschiedlichen, nämlich unterschiedlich vielen, Parametern aufgerufen werden kann. Wird ein Parameter ausgelassen, wird hierbei stattdessen der Standardwert übergeben:
```
procedure
 
GibAus
(
text
:
 
string
 
=
 
'kein Parameter übergeben'
)
;

begin

    
writeln
(
text
)
;
 
// übergebenen Parameter ausgeben

end
;

begin

    
GibAus
(
'Hallo Welt!'
)
;
 
// gibt "Hallo Welt!" aus

    
GibAus
()
;
              
// gibt den Standardwert "kein Parameter übergeben" aus

end
;

```

Methoden mit Standardwert können problemlos in überladene Methoden überführt werden. Obiger Quelltext ist funktional mit folgendem identisch:
```
procedure
 
GibAus
(
text
:
 
String
)
;
 
overload
;

begin

    
writeln
(
text
)
;
 
// übergebenen Parameter ausgeben

end
;

procedure
 
GibAus
()
;
 
overload
;

begin

    
GibAus
(
'kein Parameter übergeben'
)
;
 
// fehlenden Parameter ergänzen

end
;

begin

    
GibAus
(
'Hallo Welt!'
)
;
 
// gibt "Hallo Welt!" aus

    
GibAus
()
;
              
// gibt den Standardwert "kein Parameter übergeben" aus

end
;

```

Dies ist hilfreich in Sprachen, die Standardwerte nicht unterstützen, beispielsweise Java.

#### Implizite Typumwandlungen
Ebenfalls von der Methodenüberladung zu unterscheiden sind implizite Typumwandlungen. In vielen Programmiersprachen lässt sich eine einzelne Methoden, die einen Gleitkommawert (Real) als Wertparameter erwartet, auch mit einer ganzen Zahl (Integer) aufrufen. Eine implizite Typumwandlung ist bei einem Referenzparameter nicht möglich, da formale und tatsächliche Parameter übereinstimmen müssen:
```
function
 
QuadriereWertparameter
(
basis
:
 
Real
)
:
 
Real
;

begin

    
result
 
:=
 
basis
 
*
 
basis
;
 
// Ergebnis als Funktionswert zurückgeben

end
;

procedure
 
QuadriereReferenzparameter
(
var
 
basis
:
 
Real
)
;

begin

    
basis
 
:=
 
basis
 
*
 
basis
;
 
// Ergebnis dorthin schreiben, wo der Parameter herkam

end
;

var

    
zahl
:
 
Integer
;

begin

    
zahl
 
:=
 
4711
;

    
QuadriereWertparameter
(
zahl
)
;
 
// implizite Typumwandlung (Ergebnis der Funktion wird verworfen)

    
QuadriereReferenzparameter
(
zahl
)
;
 
// Compilerfehler, denn die aufgerufene Methode könnte keine Kommazahl zurückgeben, obwohl eine Kommazahl als Referenzparameter deklariert wurde

end
;

```

Würde man im obigen Quelltext die folgende überladene Methode (und die overload-Direktive bei der vorhandenen Methode) ergänzen, wäre das Programm kompilierbar:
```
procedure
 
QuadriereReferenzparameter
(
var
 
basis
:
 
Integer
)
;
 
overload
;

begin

    
basis
 
:=
 
basis
 
*
 
basis
;

end
;

```

## Operatorüberladung
Seit jeher unterschieden die meisten Programmiersprachen, der mathematischen Tradition folgend, nicht zwischen den Operatorsymbolen (+, -, …) für Ganzzahl- (Integer‑) und Gleitpunktarithmetik (real, float). Zur bruchlosen Erweiterung einer Sprache um benutzerdefinierte Typen ist es hilfreich, die Operatorsymbole auch für benutzerdefinierte Typen überladen zu können.
Ein Beispiel für das Überladen des Operators + in C++:
```
struct
 
komplexe_zahl
 
{

    
float
 
real
 
=
 
0
;

    
float
 
imag
 
=
 
0
;

};

komplexe_zahl
 
operator
+
(
komplexe_zahl
 
links
,
 
komplexe_zahl
 
rechts
)
 
{

    
return
 
komplexe_zahl
 
{
links
.
real
 
+
 
rechts
.
real
,
 
links
.
imag
 
+
 
rechts
.
imag
};

}

int
 
main
()
 
{

    
komplexe_zahl
 
z1
 
{
5.0f
,
 
3.14159f
};

    
komplexe_zahl
 
z2
 
{
0.0f
,
 
-3.14159f
};

    
komplexe_zahl
 
z3
 
=
 
z1
 
+
 
z2
;
 
// z3.m_real = 5 und z3.m_imag = 0

}

```

In C++ lassen sich fast alle vorhandenen Operatoren überladen, was in den meisten Fällen sowohl über freistehende Funktionen (wie hier) als auch über Methoden erfolgen kann.
Ziel der Operatorüberladung ist die leichte Lesbarkeit des Quelltext, wobei stets beachtet werden sollte, inwieweit diese durch überladene Operatoren verbessert oder verschlechtert wird: Während beispielsweise (a + b) * c klar besser zu lesen ist als mal(plus(a, b), c) ist dies bei weitem nicht immer der Fall, insbesondere wenn die konkrete Überladung nicht weithin bekannten Konventionen folgt.
Zuletzt ist anzumerken, dass es sich bei Operatorenüberladung nur um syntaktischen Zucker handelt und es in aller Regel genau so möglich wäre die gewünschte Funktionalität auch durch normale Funktionen bzw. Methoden zu implementieren.